# Brynica (Opole)
Pour les articles homonymes, voir Brynica.
Brynica est une localité polonaise du gmina de Łubniany dans la voïvodie et le powiat d'Opole.